# 論文

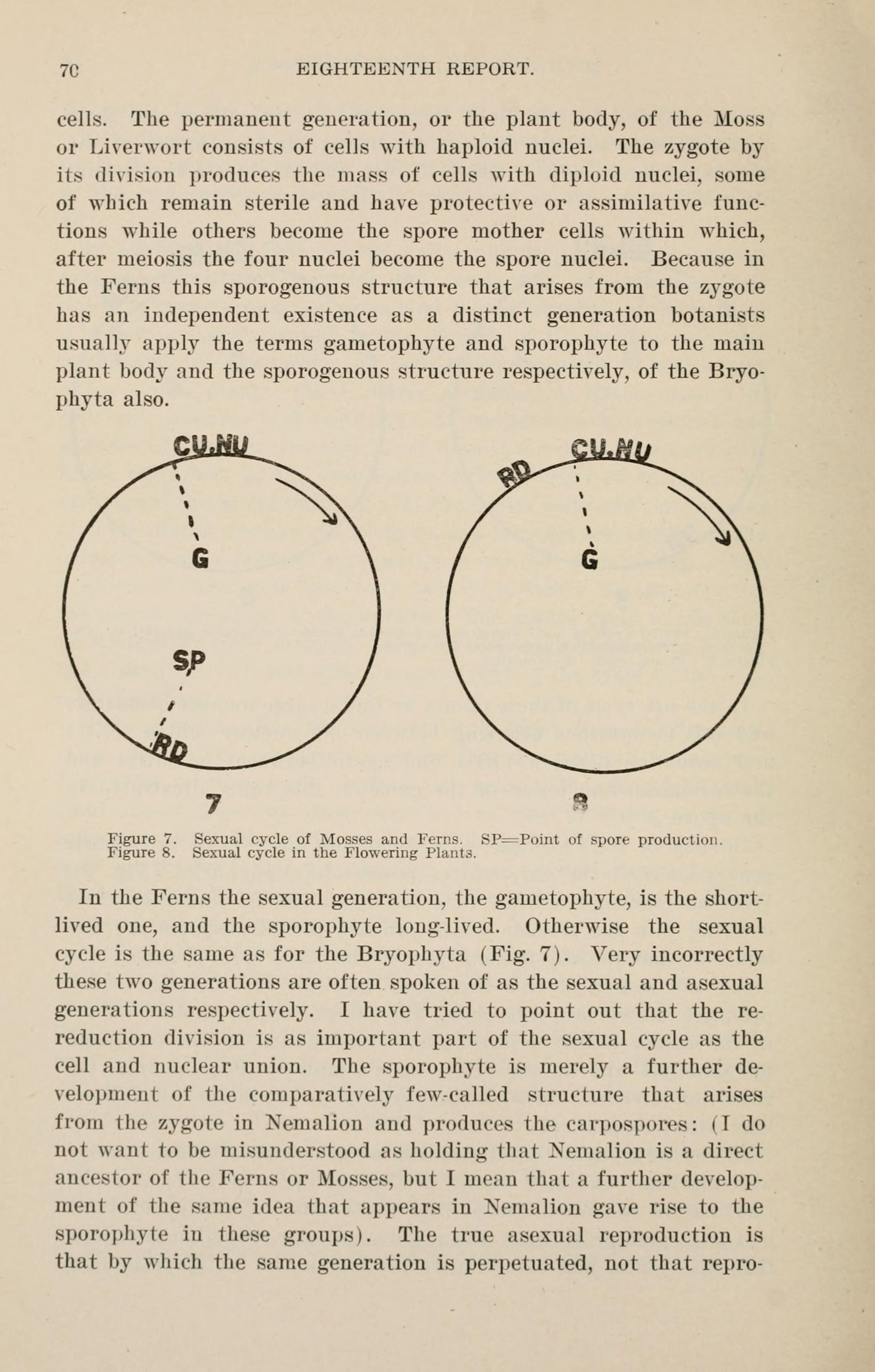
植物学の論文

論文（ろんぶん、英: paper, thesis, article）とは、あるテーマについて論理的な手法で書き記した文章。一般的には、学問の研究成果をまとめた文章のことを指すことが多い。
また、特定の研究成果についての記述ではなく、あるテーマについて論述する論文の形式のことを小論文あるいはレポートという。論文の書き方のことをアカデミック・ライティングという。

## 種類

### 学術論文
学会や学術雑誌、文科系と理科系の別により用語にかなりの差異があるが、理科系の学術論文の場合は以下のような区別が一般的である。
一般に「学術論文」といった場合ジャーナル、レター、レビューのことを指し、さらに狭義にはジャーナルのみを指す。この他にもジャーナルの分類として様々な形式を採用している学術雑誌がある。
| ジャーナル （英: Journal）                 | 学術論文の最も代表的な形式。学術雑誌（英: academic journal）に投稿し、査読をパスすることで、全世界に公開される。学者あるいは研究者と呼ばれる職業における最大の活動目的である。 |
| レター （英: Letter）                      | 比較的短い形式の論文。一般に査読を経て学術雑誌に掲載される。速報性が問われる。 |
| レビュー （英: Review）                    | すでに発表された複数の論文をもとに作成された、いわばまとめ的な論文。通常は特定のテーマ(広範なものから詳細なものまで様々)のもと、そのテーマに精通している専門家が著名・有力な論文を集めて研究の過去と現状、展望を体系的にまとめて紹介するような形をとっていることが多い。 |
| プロシーディング （英: Proceedings paper） | 学術会議・学術大会（英: academic conference）で発表される論文。査読の有無は会議による。査読があった場合でもジャーナルほど厳密なものではないため、業績としては一段低く見られることが多いが、その分野と学術雑誌・学術会議の質による。査読のないプロシーディングは業績に含まれないか、かなり低く評価される。学術雑誌を参照。 ジャーナルなどのたたき台として書かれることも多い。（会議の）議事録の意味。 ただし、人文社会系の巨大国際学会の刊行するいわゆるセレクティッド・プロシーディングズ（学会精選論文集、英: Selected Proceedings）はそのかぎりではない。むしろきわめて高い評価があたえられることが多い。なぜならば、セレクティッド・プロシーディングズとは、多数の口頭発表をそのまま掲載したものではなく、口頭発表をもとに新たに完成論文として出版応募のため提出された多数の論文のなかから、セレクティッド・プロシーディングズ出版委員会がその威信にかけて厳密な査読と審査を経て精選集として出版したものであるからである。国際比較文学会（英: International Comparative Literature Association, ICLA）などが出版する論文集が、その代表例である。 一例: Eduardo F. Coutinho, ed.Beyond Binarisms: Discontinuities and Displacements (Studies in Comparative Literature) (Rio de Janeiro: Aeroplano, 2009) 人文社会系のフィールドでは、一般的にプロシーディングズと複数形を用い、元来、学会議事録のことを意味する。やがて学会の出す公式の会報という意味を付加する。口頭発表のアブストラクトとかレジュメといった要約がそこに収録されると、口頭発表の要約集という性格を帯びる。論文集そのものを指すようになるのはすぐ一歩先である。 |
| アブストラクト （英: Abstract）            | ジャーナルなどの予稿。論文の一種と見なされることがある。 |

### 学位請求論文
文字通り、学位の授与を学校に請求するための論文。この節では、合わせて卒業論文についても解説する。
卒業や修了において、学位請求論文の提出が必須とされる場合がある。特に学位を取得しなければ修了することができない大学及び学位課程は、その主たる存在である。卒業論文や修士論文では提出後に発表会や公聴会が開かれ、執筆者による口頭発表の後に、合否の判定が行われることが多い。博士論文では、通常、提出後の口頭試問（英: defence）や語学試験が必須で、論文と併せて合否が判定される。
また、基本的に、学校に提出された卒業論文が、外部の人間が閲覧できる状態で公開されることはほとんどなく、その学校内で管理・保存されるのが一般的である（発表会等で発表することはある）。修士論文と博士論文については、論文の完成時に必ず査読を受けることが義務付けられているため、原則公開される。修士論文は、その大学院の図書館などで限定的に公開されることも多いが、博士論文については、きちんとインターネット上で公開するようにと文部科学省が命令を出している。
| 卒業論文           | 所属している大学や短期大学, 高等専門学校を卒業するために提出する論文。学部卒業のため（学士の学位を取得するため）の卒業論文は、学士論文と呼ぶこともある。学校や学部学科によっては課されないこともある。 卒業論文は、研究の内容や独自性のような価値を重視するよりも、研究論文の書式に従って成果をまとめる「訓練」として認識されることが多いため、通常、正式な査読を経ずに「完成」とみなされる。なお日本では、中学校や高等学校でも、「訓練」を目的として生徒に論文を作成・発表させる授業（詳細は「総合的な学習の時間」を参照。）が行われており、その探究活動で作成された論文のことを「卒業論文」と呼称している学校もある。 |
| 修士論文           | 大学院で修士の学位を取得するための論文。 |
| 修士論文（専門職） | 専門職大学院においても修士論文を課すところがある。なお、専門職大学院は学位取得の要件として、修士論文を必須条件としないため、論文提出の有無は各大学院の判断による。論文の必要がない大学院は修士論文に相当する科目（特定課題研究）を学生に履修させることで、単位認定を行う。 |
| 博士論文           | 大学院で博士の学位を取得するために、または、非在学者が博士認定を求めるために大学院に提出する論文。著作が“博士を認定して然るべき内容”と判断される例もある。 |

### 小論文
入学試験、入社試験などで合格者を絞り出す判定に用いるため、受験者が「私の夢」「私の仕事観」など一定のテーマについて論理的に文章を作成するものは小論文と呼ばれる。ただし、一般の学術論文のような章の構成を持つことは少なく、作文に近い体裁である。小論文では「文字を綺麗に書くこと」「誤字・脱字はないか」「作文としての体裁は保たれているか」、「全体的にテーマに沿った内容となっているか」なども含めて、総合的な面を評価される。公務員試験における小論文は、個人の経験に結びついた価値観よりも、行政官として必要な社会科学的素養が問われる設問になっていることが多く、「教養論文」という科目名をつける機関もある。

### 論文試験
大学の定期試験や各種国家試験などにおいて、文章によって専門知識の理解度や運用力を測る試験のことを論文試験という。「論述試験」と呼ばれることもある。

## 体裁
論文は次のようなIMRAD型の構成を取ることが多い。
1. 題名
2. 要約（本文の内容を要約した文章）
3. 序論（背景、研究の動機や意義、成果の位置づけ、重要性など）
4. 準備（論文を読むための既存の基礎知識など）
5. 本論（理論、実験、調査の過程及び得られた結果など）
6. 結論（本論で得られたデータの叙述的な説明）
7. 参考文献
8. 執筆に当たって協力を得た人々・機関への謝辞
9. 付録（証明や実験の詳細など）

論文の書き方については、参考となる多数の文献がある。その概要は次のようなものである。
- 文章の論理的構造を明確にする。複数の意味に解釈できる曖昧な表現を用いてはならない。
- 「〜と思われる」「〜であろう」のような推測を含む曖昧な表現を用いてはならない（考察について論拠を基にした断言・明言を要する）。
- 客観的に判定が可能な事柄について、根拠を明確に示して書く。
- 不必要な接続詞や、修辞表現は避ける。
- 得られた事実とそれに関する考察は明確に区別する。
- 他の文章は、決められている方法に従って引用する。

## 査読制度
学術雑誌に掲載される論文の多くは、査読制度によって内容の判断が行われる。研究者の業績評価においては、査読のある論文と、査読の無い論文を区別することが通例である。
査読制度とは、著者にはその名前を伏せておく査読者（レフェリー）によって論文の内容について審査を行い、掲載（アクセプト）、修正後に掲載、再査読、掲載拒否（リジェクト）などの判定を行うものである。何度かの修正を経て学術雑誌に掲載される場合は、初版の投稿から掲載まで数か月から数年を要することが多い。
査読制度は投稿された論文の中から一定水準のものを抽出するに当たっては有効であるが、論文の優劣に絶対的な基準は無いため、一定水準の論文が選定された後は査読者と論文の相性によって採択の可否が左右される場合もある。したがって、ひとつの論文がある雑誌に掲載拒否されても、別の学術雑誌では掲載されるという場合もある。このため、稀に同一論文を同時に複数の雑誌に投稿することが起こるが、モラルに反する行為であるから行ってはならない。判明すれば有形無形に相応のペナルティが課されることがある。もちろん、一度掲載拒否された論文を別の学術雑誌に投稿することはモラル違反ではない。
査読者に指名される者は、当該論文の分野における専門家であるのが普通である。論文の執筆者とは、学会においてライバル関係にあることもしばしばであり、査読にあたって故意にライバルの論文掲載を妨害したり、故意に掲載拒否の判定をして時間を稼ぎ、その間に査読した論文から得られた知識をもとに自分の論文として先に発表してしまうという行為が発生することもある。これらは査読制度のルールがしっかり整備された学会においては、厳しく処罰されることになっている。そうしたルールが整備された論文誌に掲載された論文は高い評価を得られる。また、エヴァリスト・ガロアのように、従来の学問にまったく無かったような画期的な新発見に対して、査読者がその真価を理解できずに掲載が拒否され、後にその価値が判明する場合も稀にある。

## 検索手法
主な学術論文誌に掲載された論文は、学術データベース（サイテーションインデックス）で検索が可能である。データベースで検索することで、特定の著者やテーマに関する論文を探したり、論文が引用している文献や、特定の論文を引用している論文や特許等を検索することができる。これにより、ある論文が根拠としている情報の確認や、論文の出版後の誤記やコメント、反論等も検索が可能である。
代表的なサイテーションインデックスは、トムソン・ロイターの「Web of Science」や、エルゼビア社の「Sciverse Scopus」である。特にトムソン・ロイターのデータベースは、論文誌の影響度の指標であるインパクトファクターの算出にも用いられる。これらのデータベースの利用は有料であるが、学術的文献に絞って調べることができる。
この他にグーグルの「Google Scholar」がある。無料で利用できる反面、個人のサイトや査読を通過していない文献もヒットするため、文献の信頼性に注意が必要となる。
日本の論文を検索するために、国立情報学研究所による「CiNii」も使われている。
なお学術論文は基本的に英語で書かれるため、検索条件も英語で指定する必要がある（各国ローカルな論文についてはこの限りではない）。

## 論文作成法

### 論文執筆の基本
論文を執筆するにあたって、独創的な理論展開をする上では、執筆者自身の主張と明らかにしたい課題が不可欠である。その上では執筆者本人による研究分析、実験、実地調査、アンケート調査などによって主張の正当性を検証するとともに、客観的な視点や反対意見への洞察もまた重要となる。ただ、その手法は分野・執筆者により様々であり、論文作成において絶対的な統一ルールがあるわけではなく、執筆の上ではその分野の慣習が重視される。

### 研究史の整理
既に過去の誰かが検討した先行研究と、自身の研究内容が重複しないようにするためや、また過去にいかなる研究が行われ、いかなる論証・プロセスを経て現在の学説や理論が構築されてきたかを理解するため、先行研究（論文）を次々に読み、時系列的に整理していく作業を「研究史の整理」と言う。これは過去の研究成果を踏まえて新規性のある研究テーマを見出だし、また自身の研究を、今ある研究体系の中に位置付けしていく上で極めて重大な意味をもつ。

### 執筆段階
論文の執筆手法は様々である。しかし、模範的な手法があるとすれば以下のような例があげられる。